# Копър (река)
Копър (на английски: Copper River) е река в САЩ, в южната част на щата Аляска, вливаща се в залива Аляска на Тихия океан Дължината ѝ е 470 km, а площта на водосборния басейн – 62 000 km².
Река Копър изтича на 1105 m н.в. от северната част на ледник, спускащ се по северния склон на планината Врангел. В горното си течение има северозападно и югозападно направление, в средното – югоизточно, а в долното – южно. В горното и средното си течение протича в сравнително широка долина, а в долното чрез дълбок и живописен пролом пресича планината Чугач и чрез малка делта се влива в северната част на залива Аляска на Тихия океан.
Водосборният басейн на реката обхваща площ от 62 000 km, като една много малка част от него е на територията на Канада. На север и североизток водосборният басейн на Копър граничи с водосборния басейн на река Юкон, на запад – с водосборния басейн на река Суситна, вливаща се в залива Кук, а на югозапад и югоизток – с водосборните басейни на малки и къси реки, вливащи се в залива Аляска. Основни притоци: леви – Читина (274 km); десни – Гакона (103 km), Клинита (101 km). Подхранването ѝ е предимно снежно и ледниково, с ясно изразено пълноводие от юни до август. Средният годишен отток на реката при устието на река Читина е 1630 m³/s. В продължение на 6 месеца е заледена. В средното ѝ течение е разположено селището Копър Сентър – център на миннодобивен район, съединен с автомобилно шосе с пристанището Валдез, разположено на брега на залива Принц Уилям (вътрешен залив на Аляска).